# Ajeeb

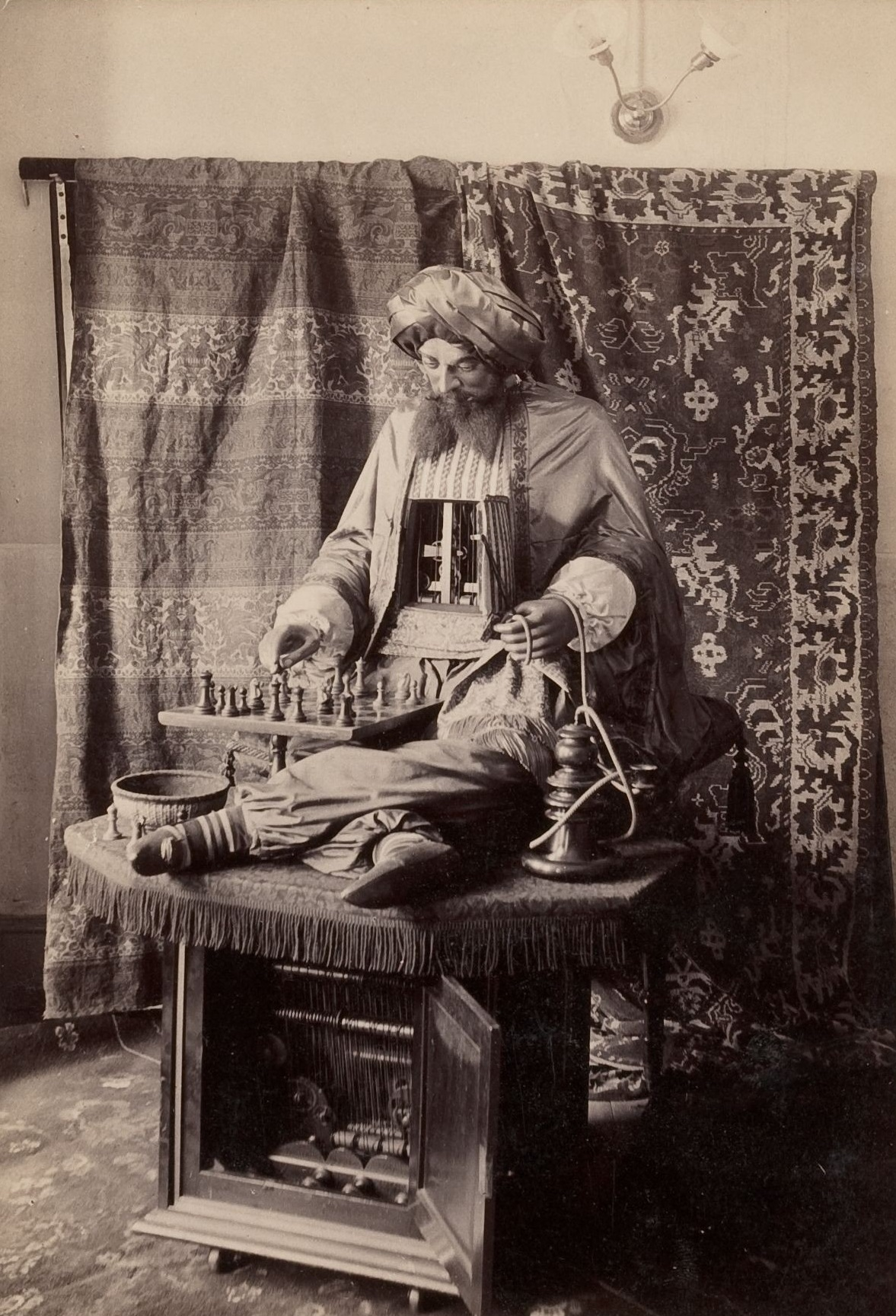
Fotografía de "Ajeeb el Maravilloso", 1886.

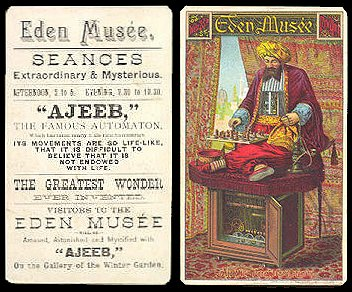
Folleto publicitario de una exhibición de Ajeeb, que incluye una ilustración de su apariencia. Ajeeb era una imitación de El Turco.

 Ajeeb  fue un autómata de ajedrez, creado por Charles Hooper (un ebanista) y que fue presentado por primera vez en el Royal Polytechnic Institute en 1868. Se trataba de una particularmente intrigante pieza fraudulenta de tecnología mecánica (era presentado como totalmente automático, pero en realidad contenía un jugador humano en su interior), que compitió contra muchos oponentes conocidos, como Harry Houdini, Theodore Roosevelt y O. Henry. 
De entre los jugadores que hicieron funcionar a "Ajeeb" desde el interior, destacan Harry Nelson Pillsbury, Albert Beauregard Hodges, Constant Ferdinand Burille, Charles Moehle y Charles Francis Barker. Moehle, por ejemplo, se volvió más popular jugando ajedrez en los Estados Unidos, donde la máquina también era exhibida en el Museo Eden en 1885 y en Coney Island en 1915. Samuel Lipschütz fue uno de los notables contrincantes de Ajeeb durante este período. La máquina también jugaba damas, enfrentándose a personajes tales como Samuel Gonotsky, el campeón estadounidense de la década de 1920, que también manejó la máquina cuando era propiedad de Hattie Elmore.
Después de varias demostraciones espectaculares en Coney Island, Nueva York, Ajeeb fue destruido en un incendio en 1929. En la historia de este tipo de máquinas, Ajeeb sucedió a El Turco y precedió a Mephisto.